# Changdo
Changdo (Hán Việt: Xương Đạo) là một huyện thuộc tỉnh Kangwon tại Cộng hòa Dân chủ Nhân dân Triều Tiên. Changdo xưa kia là một phần của huyện Kimhwa song đã tách ra thành một huyện riêng vào năm 1952.
Changdo nằm ở phía tây của dãy núi Taebaek, thuộc vùng Ryongso của Kangwon. Đỉnh cao nhất trên địa bàn là Okpatbong (옥밭봉), 1240 m trên mực nước biển. Changdo nằm ở phía bắc của Khu phi quân sự Triều Tiên. Dòng chính của sông Pukhan chảy về phía nam qua giới tuyến đề vào Hàn Quốc. Gần 80% diện tích của huyện là rừng.
Ngành kinh tế chính tỏng huyện là nông nghiệp, bao gồm cả nghề nuôi tằm và chăn nuôi. Ngành xẻ gỗ cũng đang phát triển song còn nhỏ bé so với các ngành khác. Huyện có các tài nguyên đồng, kẽm, niken và chì.
Năm 2008, dân số của huyện Changdo là 51.319 người (24.268 nam và 27.051 nữ), trong đó dân số đô thị là 11.380 người (22,2%), dân số nông thôn là 39.939 người (77,8%).